# Gulkana (fiume)
Il Gulkana ("Gulkana River" in inglese) è un fume dell'Alaska centromeridionale, negli Stati Uniti d'America. Nasce dal Lago Summit (Catena dell'Alaska) e completa la sua corsa come affluente del fiume Copper a circa 14 chilometri a nord-est della cittadina di Glennallen. Si trova nel borough Census Area di Valdez-Cordova.

## Etimologia
Il nome deriva dalla lingua "Ahtna Athabascan", una lingua Na-Dené del gruppo etnico Ahtna della zona del fiume Copper dell'Alaska.

## Dati fisici
La lunghezza del fiume è calcolata in 97 km (60 miglia). Il dislivello varia da 1.160 m s.l.m. (fronte del ghiacciaio Gulkana) a 397 m s.l.m. (fiume Copper). Il bacino delle sue acque è calcolato in 5.543 km{\displaystyle ^{2}}. Un suo tributario è il "Bear Creek".

## Percorso
Il lago Summit riceve le acque del ghiacciaio Gulkana; il fiume quindi nasce dai monti dell'Alaska chiamati "Alaska Ranage". Dal lago scorre generalmente a sud affiancando più o meno per tutta la sua lunghezza l'autostrada Richardson e la Trans-Alaska Pipeline System. Nei pressi di Paxson il fiume passa sotto l'autostrada Denali ed entra nel Lago Paxson per uscirne dopo circa 15 chilometri. Tra le cittadine di Gakona e Gulkana il fiume passo sotto l'autostrada Richardson per poi, dopo 5 chilometri, immettersi nel fiume Copper.

## Turismo e pesca
Il bacino idrografico del Gulkana, che comprende molti laghi, fiumi e torrenti più o meno grandi, è considerato una delle aree di pesca più produttive dell'Alaska. Nel bacino sono presenti il salmone reale, il salmone rosso, la trota iridea e il tremolo artico. Diversi servizi sono disponibili per i visitatori lungo l'autostrada Richardson.
Il fiume scorre attraverso un paese selvaggio che offre delle viste sulle montagne di Wrangell. Alcuni tratti del fiume sono considerati "selvaggi" e particolarmente adatti per lo sport di navigazione sull'acqua. I vari tratti presentano delle difficoltà che dal facile (Classe I) si passa al molto difficile (Classe IV). Il punto più impegnativo è il percorso lungo il "Canyon Rapids" (Classe IV).

## Alcune immagini del fiume

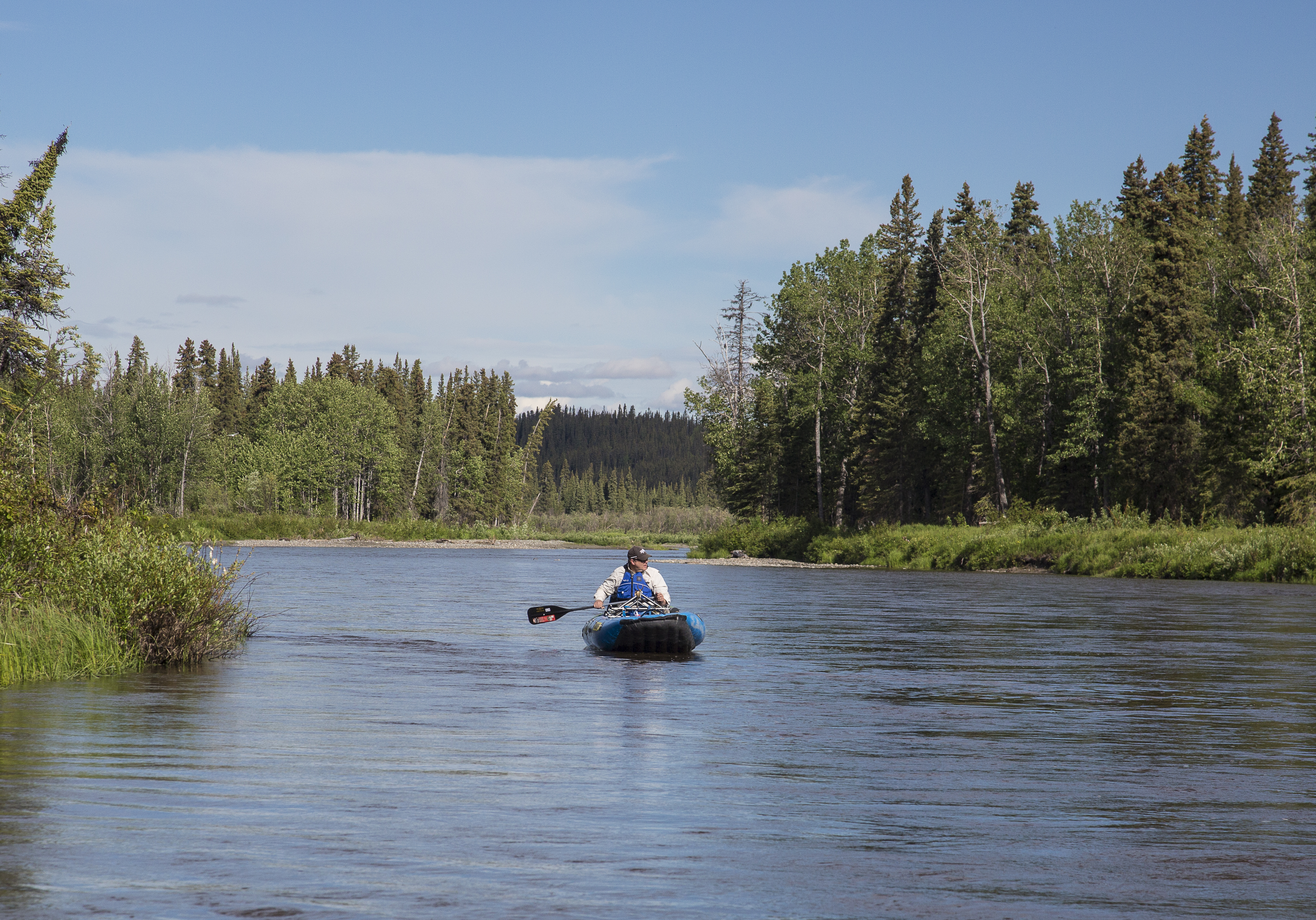
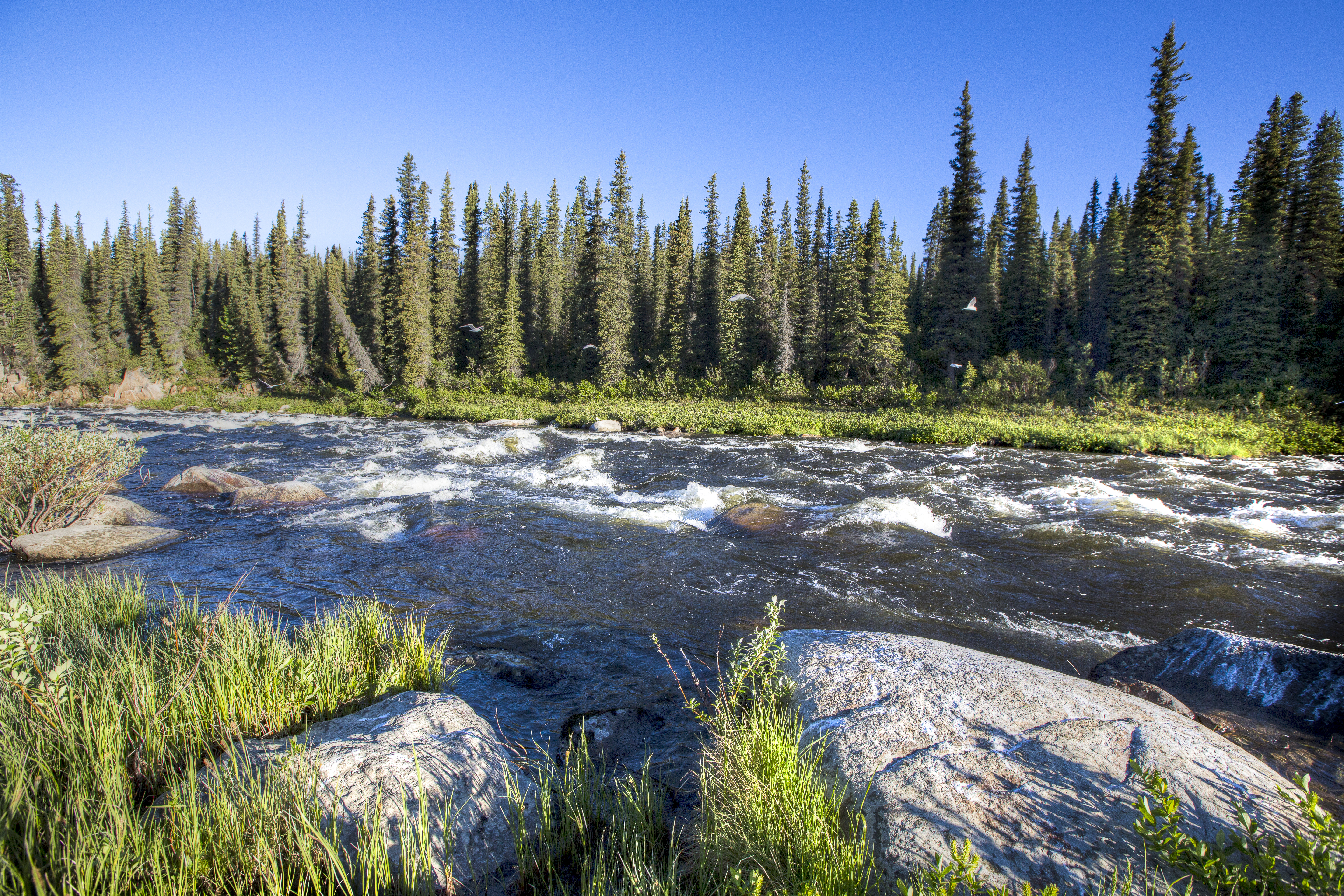
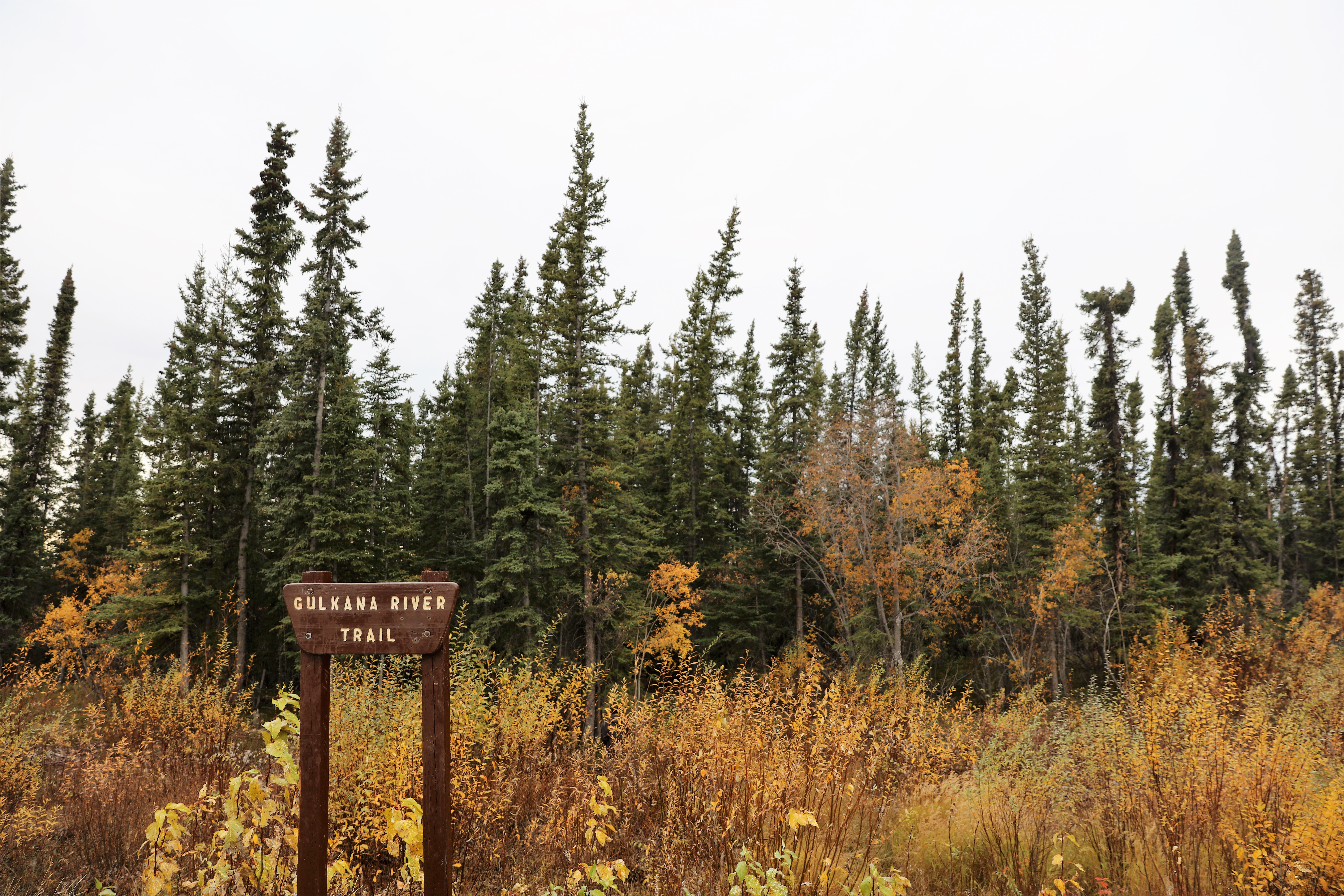
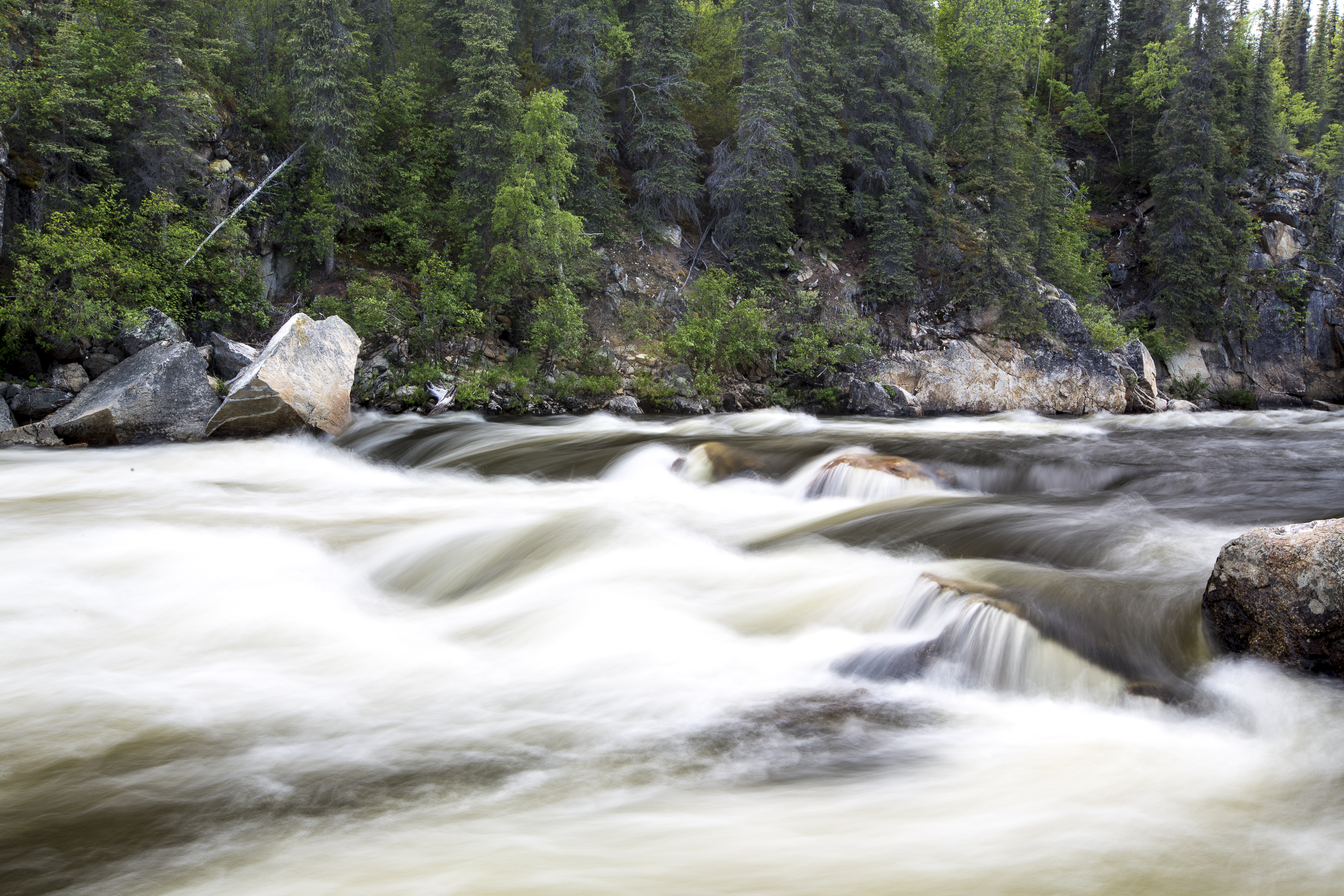
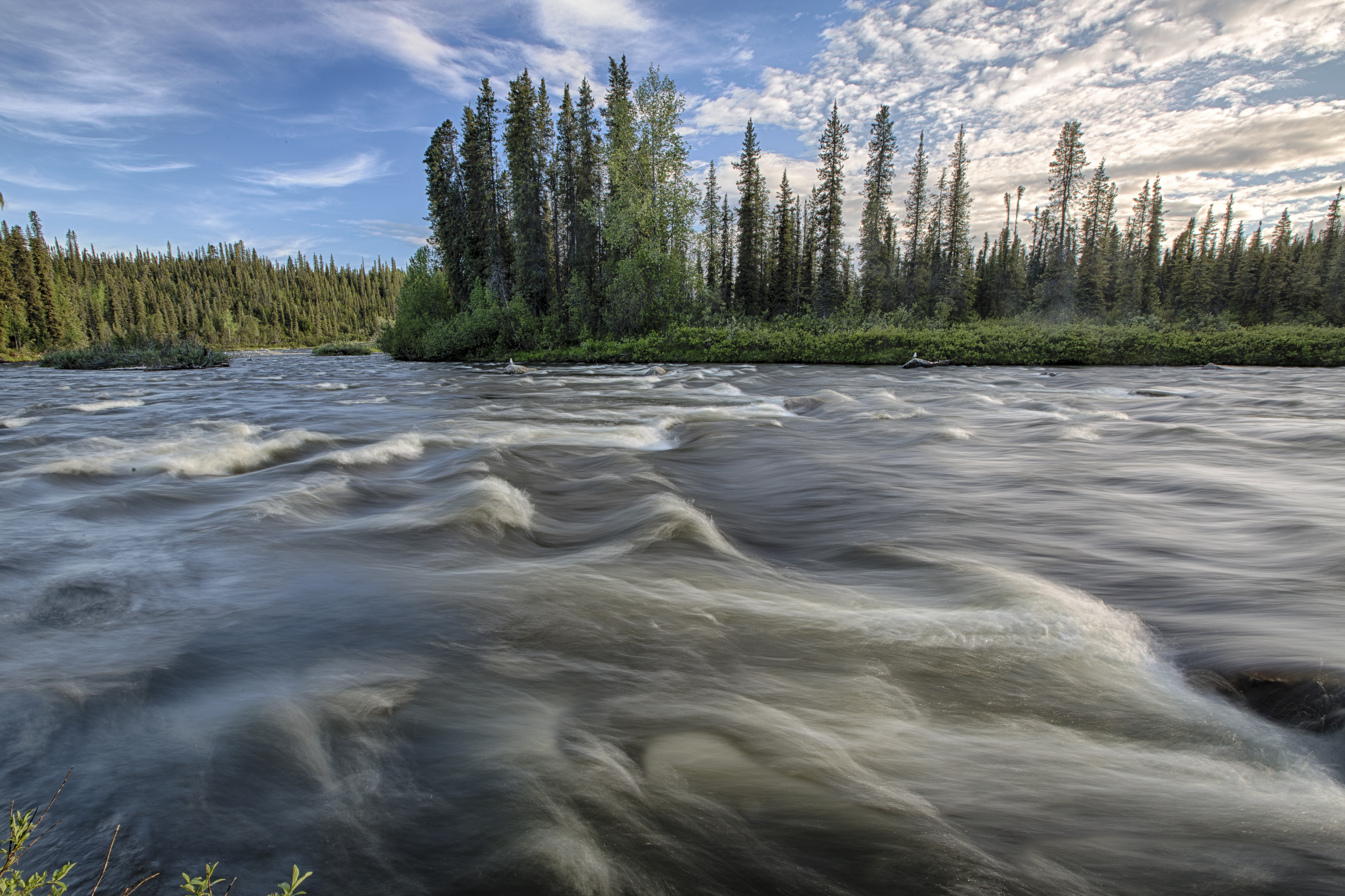
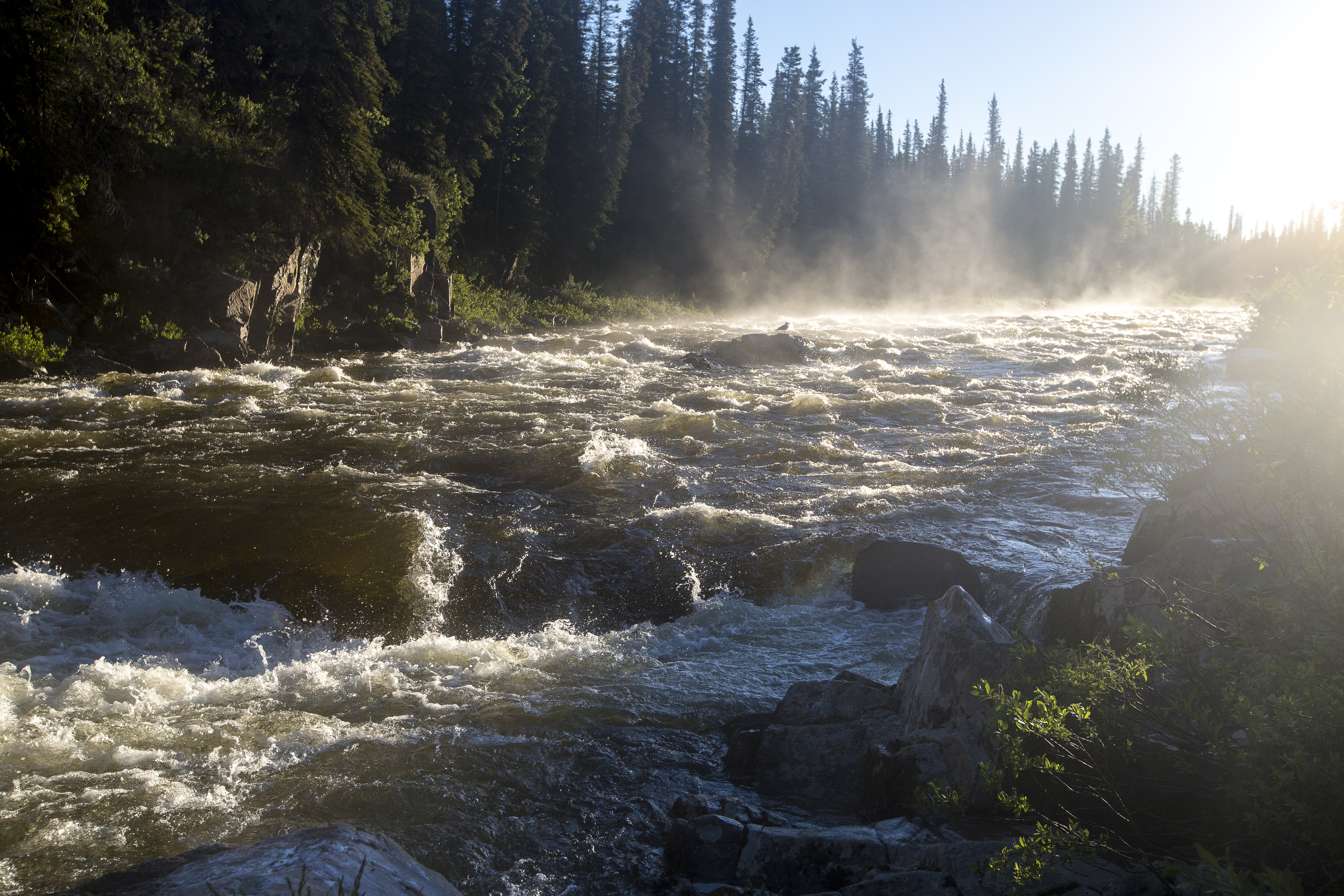
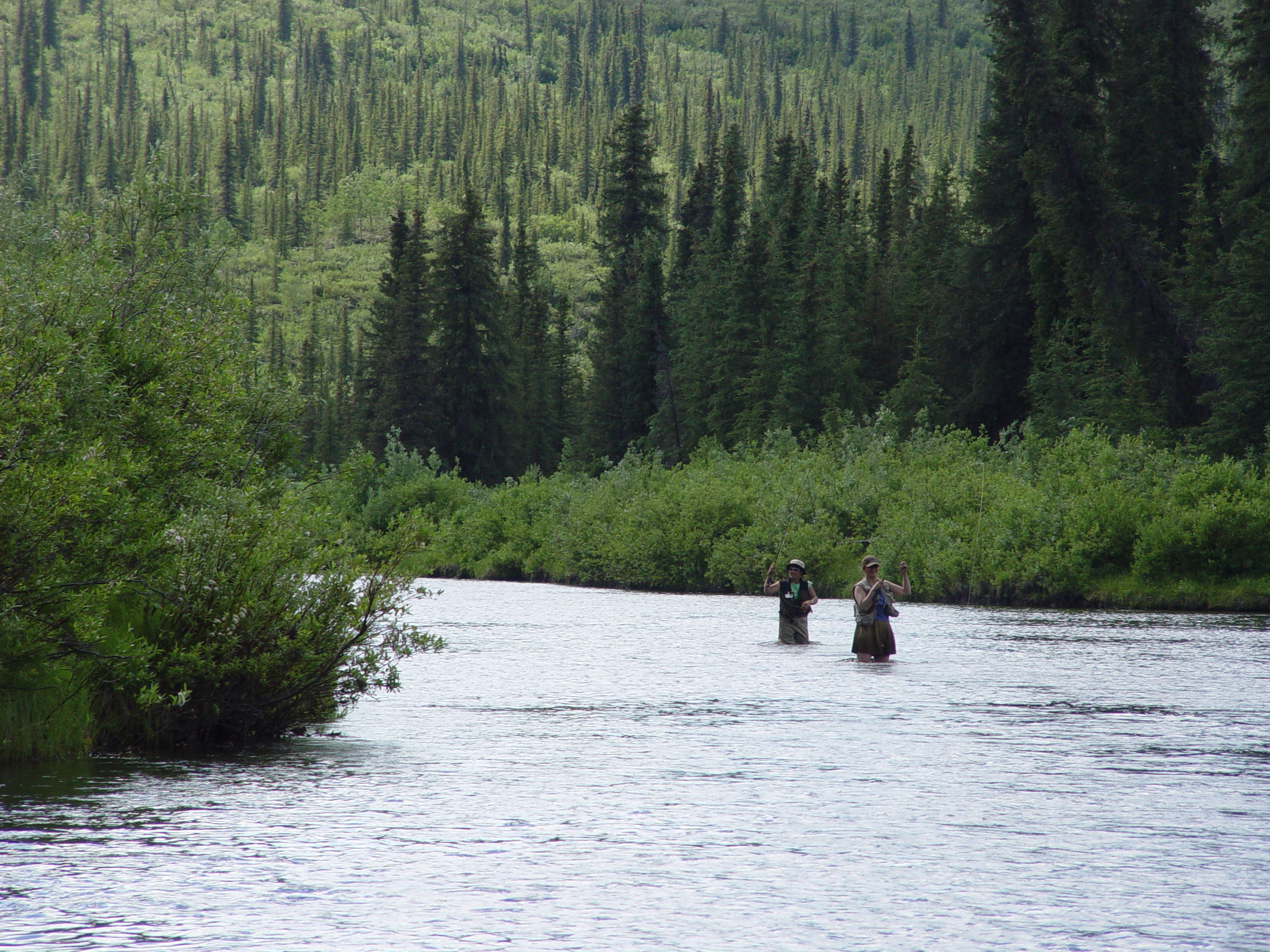
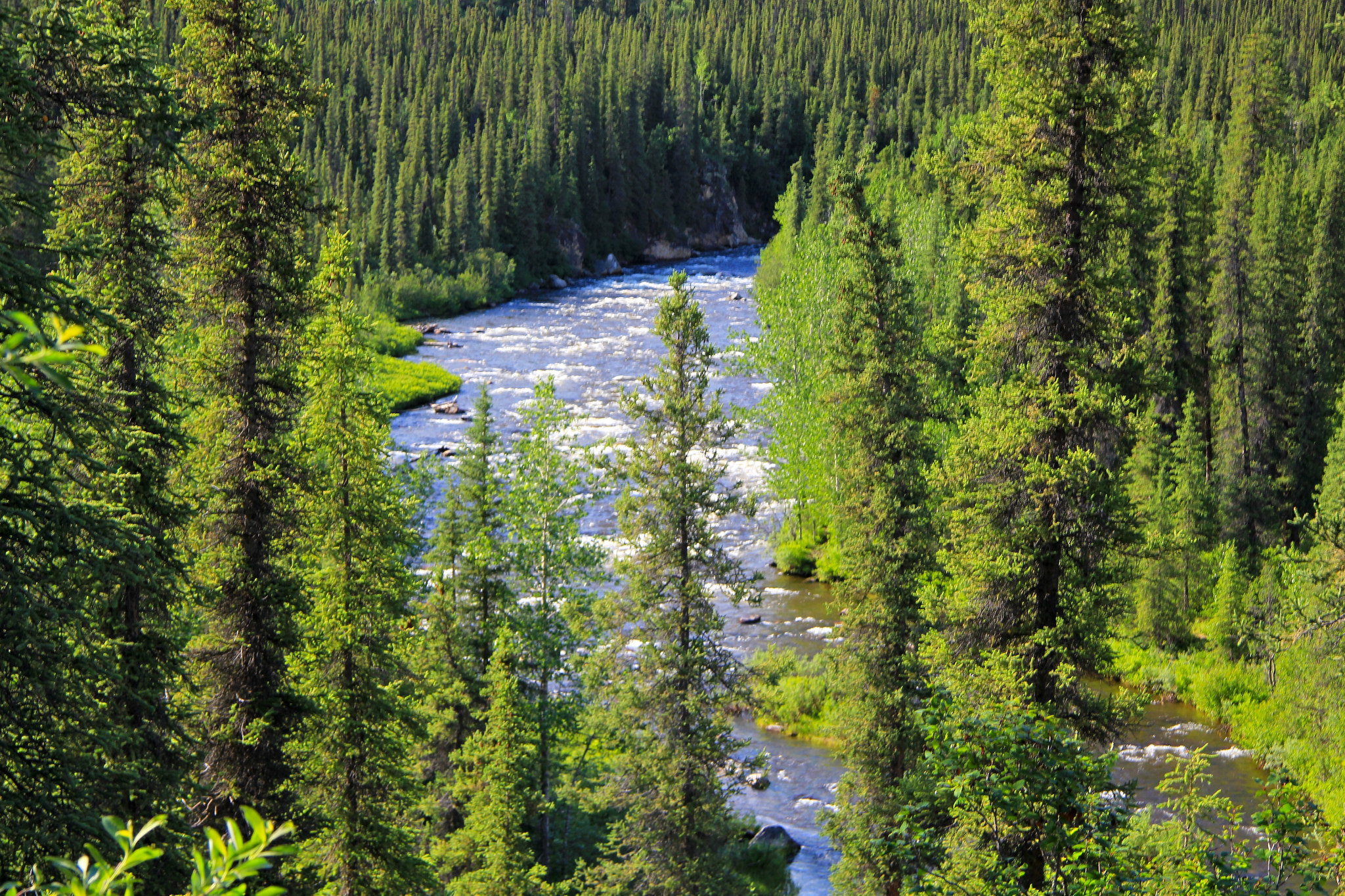
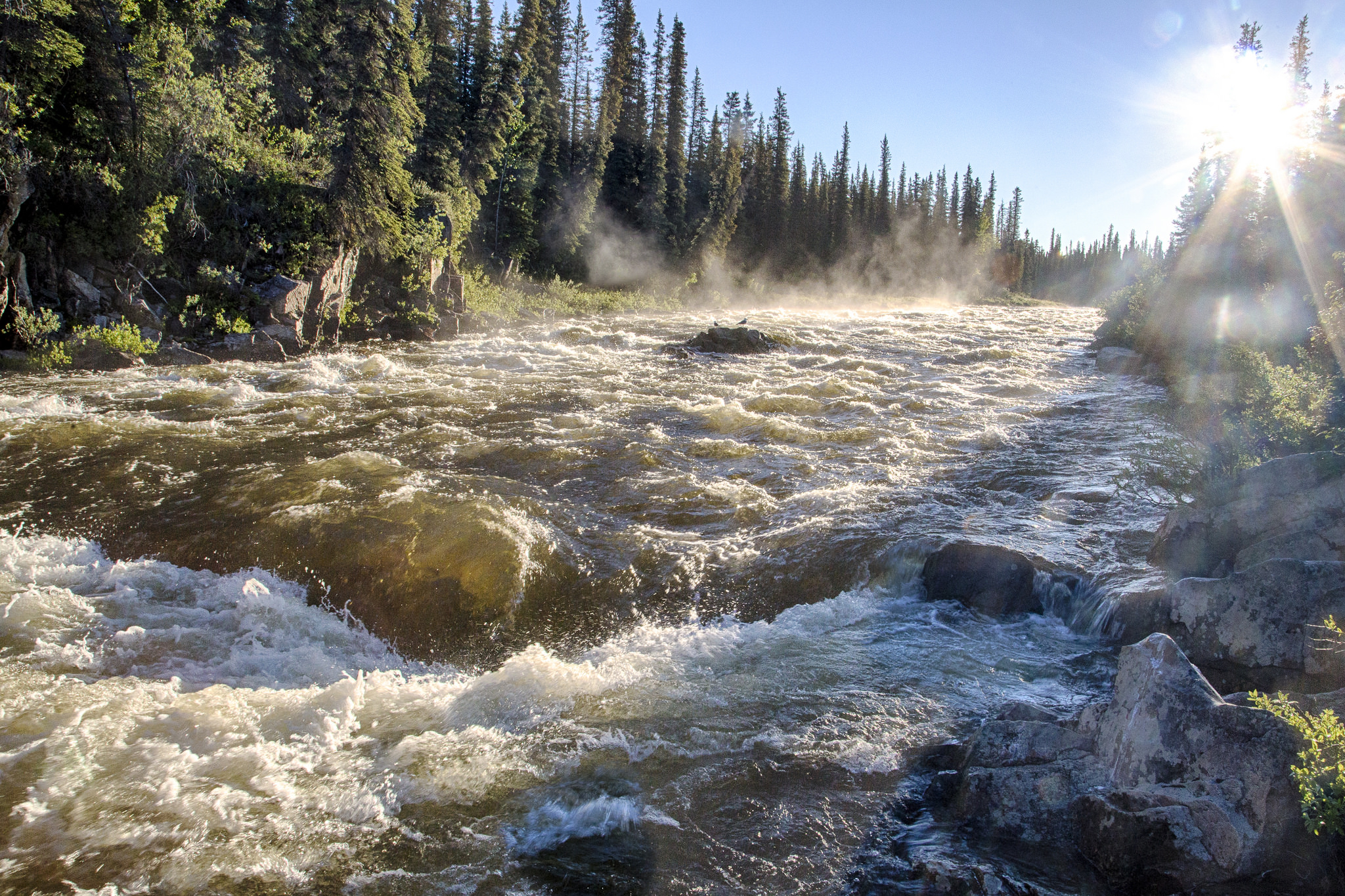